# Бухара (футбольный клуб)
«Бухара» (узб. Buxoro) — узбекистанский футбольный клуб из города Бухара, основанный в 1989 году. Участник Пролиги Узбекистана — второго по значимости футбольного дивизиона страны.

## Названия
| Годы        | Название   |
| ----------- | ---------- |
| 1989—1996   | «Нурафшон» |
| 1997—2021   | «Бухара»   |
| 2021—2022   | «Нурафшон» |
| 2022— н. в. | «Бухара»   |

## История
Футбольный клуб «Нурафшон» был основан в 1989 году вместо расформированной годом ранее команды «Бухара», которая была создана в 1960 году.
В дебютном сезоне-1989 «Нурафшон» победил в чемпионате Узбекской ССР, а также участвовал в розыгрыше Кубка Узбекской ССР.
В 1990 году клуб стал победителем 9-й зоны Второй низшей лиги чемпионата СССР и получил путёвку во Вторую лигу.
В последнем в истории чемпионате СССР 1991 года «Нурафшон» по итогам сезона занял 4-е место (среди 22-х команд) в зоне «Восток» Второй лиги.
После распада СССР и обретения Узбекистаном независимости (во 2-й половине 1991 года) с 1992 года стал проводиться национальный чемпионат Узбекистана.
В первом в истории сезоне чемпионата Узбекистана «Нурафшон» вместе с остальными 16 командами страны был включен в Высшую лигу.
По итогам сезона-1992 бухарский клуб сенсационно занял 4-е место, отстав от бронзового призёра — джизакской «Согдианы» лишь на 1 очко.
В 1993 году «Нурафшон» финишировал на 5-м месте, а в сезоне-1994 он стал серебряным призёром (остал от чемпиона — ферганского «Нефтчи» на 7 очков и опередил бронзового призёра — наманганский «Навбахор» на 4 очка).
Клуб вплоть до 1996 года назывался «Нурафшон», а с 1997 года носит своё первоначальное название — «Бухара». До 2009 года команда непрерывно выступала в Высшей лиге Узбекистана.
За этот период бухарский клуб по итогам сезонов в основном занимал места в середине или в конце турнирной таблицы (с 5-го до 15-го).
В сезоне-2009 «Бухара» заняла предпоследнее, 15-е место и вылетела в Первую лигу чемпионата Узбекистана.
В 2010 году «Бухара» стала победителем Первой лиги и вернула себе право выступать в Высшей лиге, опередив «Согдиану» на 8 очков.
С сезона-2011 «Бухара» снова постоянный участник Высшей лиги, которая с 2018 года стала называться Суперлигой Узбекистана.
По итогам сезона 2020 года занял последнее место в высшим по значимости «Суперлиги» Узбекистана среди 12 клубов вылетев в «Пролигу».
13 июля 2021 года был вновь переименован в профессиональный футбольный клуб «Нурафшон».

## Достижения
Чемпионат Узбекистана
- Серебряный призёр Высшей лиги (1994).
- Победитель Первой лиги (2010).

СССР
- Победитель чемпионата Узбекской ССР (1989).
- Победитель 9-й зоны Второй низшей лиги чемпионата СССР (1990).

## Статистика выступлений
| Сезон | Лига                                              | Место | Кубок         |
| 1989  | Чемпионат Узбекской ССР                           | 1     | неизвестно    |
| 1990  | Вторая низшая лига СССР (9-я зона)                | 1     | не участвовал |
| 1991  | Вторая лига СССР (зона «Восток»)                  | 4     | не участвовал |
| 1992  | Высшая лига Узбекистана                           | 4     | 1/16 финала   |
| 1993  | Высшая лига Узбекистана                           | 5     | 1/16 финала   |
| 1994  | Высшая лига Узбекистана                           | 2     | 1/4 финала    |
| 1995  | Высшая лига Узбекистана                           | 5     | 1/4 финала    |
| 1996  | Высшая лига Узбекистана                           | 5     | 1/4 финала    |
| 1997  | Высшая лига Узбекистана                           | 7     | 1/4 финала    |
| 1998  | Высшая лига Узбекистана                           | 6     | 1/4 финала    |
| 1999  | Высшая лига Узбекистана                           | 9     |               |
| 2000  | Высшая лига Узбекистана                           | 6     | 1/16 финала   |
| 2001  | Высшая лига Узбекистана                           | 8     | 1/2 финала    |
| 2002  | Высшая лига Узбекистана                           | 7     | 1/8 финала    |
| 2003  | Высшая лига Узбекистана                           | 12    | 1/4 финала    |
| 2004  | Высшая лига Узбекистана                           | 7     | 1/4 финала    |
| 2005  | Высшая лига Узбекистана                           | 12    | 1/2 финала    |
| 2006  | Высшая лига Узбекистана                           | 11    | 1/4 финала    |
| 2007  | Высшая лига Узбекистана                           | 9     | 1/8 финала    |
| 2008  | Высшая лига Узбекистана                           | 15    | 1/4 финала    |
| 2009  | Высшая лига Узбекистана                           | 15    | 1/4 финала    |
| 2010  | Первая лига Узбекистана                           | 1     | 1/16 финала   |
| 2011  | Суперлига Узбекистана (до 2018 года — Высша лига) | 9     | 1/16 финала   |
| 2012  | Суперлига Узбекистана (до 2018 года — Высша лига) | 7     | 1/2 финала    |
| 2013  | Суперлига Узбекистана (до 2018 года — Высша лига) | 6     | 1/16 финала   |
| 2014  | Суперлига Узбекистана (до 2018 года — Высша лига) | 12    | 1/16 финала   |
| 2015  | Суперлига Узбекистана (до 2018 года — Высша лига) | 14    | 1/8 финала    |
| 2016  | Суперлига Узбекистана (до 2018 года — Высша лига) | 4     | 1/2 финала    |
| 2017  | Суперлига Узбекистана (до 2018 года — Высша лига) | 6     | 1/4 финала    |
| 2018  | Суперлига Узбекистана (до 2018 года — Высша лига) | 6     | 1/16 финала   |
| 2019  | Суперлига Узбекистана (до 2018 года — Высша лига) | 12    | 1/16 финала   |
| 2020  | Суперлига Узбекистана (до 2018 года — Высша лига) | 14    | груп. этап    |
| 2021  | Про-лига Узбекистана                              | 4     | груп. этап    |
| 2022  | Про-лига Узбекистана                              | 2     |               |
| 2023  | Суперлига Узбекистана                             | 14    | 1/8 финала    |
| 2024  | Про-лига Узбекистана                              |       | 1/8 финала    |

## Главные тренеры
| Период     | Тренер              |
| ---------- | ------------------- |
| 1990       | Олег Бугаев         |
| 1991—1992  | Станислав Каминский |
| 1993       | Борис Лавров        |
| 1994       | Александр Иванков   |
| 1995       | Мустафа Белялов     |
| 1996       | Ислам Ахмедов       |
| 1997       | Игорь Плюгин        |
| 1997—1998  | Станислав Каминский |
| 1998—1999  | Хаким Фузайлов      |
| 2000—2008  | Усмон Тошев         |
| 2008       | Юрий Агеев          |
| 2009       | Рауф Инилеев        |
| 2010—2011  | Геннадий Кочнев     |
| 2011-2012  | Джамшид Саидов      |
| 2012       | Владимир Уткин      |
| 2012—2013  | Тачмурад Агамурадов |
| 2014       | Эдгар Гесс          |
| 2014       | Сеид Сеидов         |
| 2015       | Александр Мочинов   |
| 2015       | Шухрат Файзиев      |
| 2015—2017  | Джамшид Саидов      |
| 2017—2018  | Улугбек Бакаев      |
| 2019       | Бахтиёр Ашурматов   |
| 2019-2020  | Мухсин Мухамадиев   |
| 2020       | Джамшид Саидов      |
| 2021       | Даврон Файзиев      |
| 2022-2023  | Хаким Фузайлов      |
| 2023—н. в. | Улугбек Бакаев      |

## Стадион
«Бухара» проводит свои домашние матчи на стадионе «Бухара Арена» (также известен под названием «Бухара»), который является частью крупного спорткомлекса «Бухара».
Стадион вмещает 22 700 зрителей, являясь самым крупным в Бухаре и Бухарском вилояте. «Бухара Арена» — один из самых посещаемых стадионов чемпионата Узбекистана. В каждом матче ПФК «Бухара» он заполняется до отказа.

## Болельщики, принципиальные соперники, дерби, прозвища
«Бухара» имеет одну из самых больших армий болельщиков в Узбекистане. Почти на каждый матч трибуны «Бухара Арена» заполняются до отказа.
Принципиальным соперником «Бухары» является самаркандское «Динамо» из столицы соседнего Самаркандского вилоята. Болельщики «Бухары» и «Динамо» имеют дружественные отношения, болея вместе за обе команды, если в матче соперниками их клубов становятся остальные клубы страны.
Большую популярность в стране имеет так называемое «Дерби древних городов», участниками которого являются «Бухара» и самаркандское «Динамо». Оба клуба представляют одни из самых древних городов Узбекистана и мира.
Периодически возникает «Бухарское дерби», если между собой играют клубы «Бухара», «Спартак» (Бухара), «Гиждуван» или «Вабкент» из соседних городов Гиждуван и Вабкент.
У клуба «Бухара» имеется множество прозвищ: «Бухарцы» (узб. Buxoroliklar/Бухороликлар); «Воины пустыни» (узб. Choʻl jangchilari/Чўл жангчилари) — отсылка к тому, что весь Бухарский оазис, в центре которого расположен город Бухара, окружен пустыней; «Старогородцы» (узб. Koʻhna shaharliklar/Кўҳна шаҳарликлар) — из-за к древности Бухары; «Эмирский клуб» (узб. Amir klubi/Амир клуби) — в честь существовавшего до 1920 года Бухарского эмирата и его главы — Эмира.

## Игроки «Бухары» на крупных международных турнирах
Указаны игроки «Бухары», которые на момент проведения турниров являлись действующими членами клуба.
| Турнир          | Участники          |
| --------------- | ------------------ |
| Кубок Азии 2019 | Арсланмурад Аманов |